# 2-indanon
2-indanon is een cyclisch keton afgeleid van indaan.

## Synthese
2-indanon kan bereid worden door dehydratie van 1,2-indaanglycol.
De stof werd voor het eerst bereid door Philipp Schad in 1893 door destillatie van het calciumzout van o-fenyleendiazijnzuur.
Treibs en Schroth beschreven de synthese van 2-indanon door de splitsing onder invloed van een zuur van 1-methoxy-2-indanol.

## Toepassingen
2-indanon is een bouwsteen of intermediair product voor de synthese van geneesmiddelen en andere stoffen. 
1-indanon en 2-indanon kunnen door biotransformatie geoxideerd worden, door toedoen van de enzymsystemen TDO en NDO (tolueendioxygenase en naftaleendioxygenase). In het geval van 2-indanon wordt 2-hydroxy-1-indanon gevormd, overwegend als de S-stereo-isomeer.